# La-bašum
La-bašum (sumersko la-ba-/a’?-šum?\) je bil osmi vladar Prve uruške dinastije, ki je po Seznamu sumerskih kraljev vladal devet let okoli 26. stoletja pr. n. št.

## Vira
- Cronologia universale. Torino, UTET, 1979. ISBN 88-02-03435-4
- В.В. Эрлихман. Древний Восток и античность. Правители Мира. Хронологическо-генеалогические таблицы по всемирной истории. T. 1.

| La-bašum Prva uruška dinastija |                                              |                             |
| Vladarski nazivi               |                                              |                             |
| Predhodnik: Udul-kalama        | Kralj Sumerije okoli 26. stoletja pr. n. št. | Naslednik: En-nun-tarah-ana |
| Predhodnik: Udul-kalama        | Ensi Uruka okoli 26. stoletja pr. n. št.     | Naslednik: En-nun-tarah-ana |